# Bensimidazol
Bensimidazol är ett organiskt ämne, närmare bestämt en aromatisk heterocyklisk förening, bestående av en bensen- och en imidazol-ring.
Ämnen som är derivat av, eller innehåller bensimidazolstrukturen, kan kallas bensimidazoler. Ett sådant exempel är vitamin B12, kobalamin, där derivatet 5,6-dimetylbensimidazol ingår.
Bensimidazoler är ofta bioaktiva och både bland läkemedel och bekämpningsmedel finns ämnen i den här gruppen.
Bensimidazolon är ett bensimidazolderivat som bland annat ingår i ett antal färgpigment och vissa läkemedel.